# AI의 유전자
AI의 유전자(일본어: AIの遺電子 The Gene of AI[*])는 야마다 큐리가 쓰고 그린 일본 만화 시리즈이다. 아키타 쇼텐의 소년 만화 잡지 주간 소년 챔피언에서 2015년 11월부터 2017년 8월까지 연재되었으며, 단행본 8권으로 챕터가 정리되어 있다. 속편 만화인 AI의 유전자: 레드퀸(AIの遺電子 RED QUEEN)은 별책 소년 챔피언에서 2017년 10월부터 2019년 6월까지 연재되었으며, 5권으로 수집되었다. 세 번째 시리즈인 AI의 유전자: 블루 에이지((AIの遺電子 BLUE AGE)는 2020년 7월부터 별책 소년 챔피언에서 연재되었으며 2023년 6월 기준 6권으로 수집되었다. 매드하우스가 제작한 애니메이션 TV 시리즈 각색판은 2023년 7월부터 9월까지 방영되었다.

## 구성
AI의 유전자는 인간과 유사한 특성을 지닌 고급 AI 개체인 휴머노이드가 인구의 주목할만한 부분을 형성하는 미래 세계를 탐구한다. 이 이야기는 휴머노이드 치료를 전문으로 하는 헌신적인 의사 스도 히카루 박사가 그들의 독특한 질병을 완화하기 위해 비밀리에 승인되지 않은 의료 행위에 참여하는 과정을 중심으로 전개된다. 모가디트(Moggadeet)라는 가명으로 알려진 그의 비밀 작전은 그를 이중성의 삶으로 이끌었다.
휴머노이드가 인간과 유사한 '질병'을 경험함에 따라, 치료 접근 방식은 다양하지만 내러티브는 인간-휴머노이드 공존의 어두운 윤리적 물을 탐색한다. 특히 이러한 공유 생활 방식에서 새롭고 독특한 질병이 발생할 때 더욱 그렇다. 스도 박사는 AI 존재가 직면한 고난을 직접 목격하면서 도덕적 딜레마의 중심에 서 있음을 깨닫고, 이 복잡한 사회에서 합법성과 윤리의 기존 경계에 도전한다. 이야기는 스도 박사의 눈을 통해 인간과 인공 지능의 서로 얽힌 운명을 탐구하며, 진화하는 세계에서 공감, 이해, 공존에 대한 탐구를 설득력 있게 그려낸다.